# Równikowa bruzda niskiego ciśnienia

Mapa świata z zaznaczonym równikiem

Równikowa bruzda niskiego ciśnienia – pas obniżonego ciśnienia atmosferycznego opasający całą Ziemię w pobliżu równika. Jest ona elementem globalnej cyrkulacji atmosfery i stanowi strefę konwergencji mas powietrza przynoszonych z północnego wschodu na półkuli północnej i z południowego wschodu na półkuli południowej przez pasaty.
W równikowej bruździe niskiego ciśnienia wiatr jest bardzo słaby, występuje intensywna konwekcja i duże opady atmosferyczne w formie ulewnych krótkotrwałych deszczów z towarzyszącymi burzami. Sezonowo ulega przemieszczeniu w kierunku północnym i południowym w ślad za zmieniającym się położeniem Słońca na nieboskłonie, ruch jest ten mniejszy nad oceanami (w granicach kilku stopni szerokości geograficznej) i znacznie wyraźniejszy nad kontynentami (np. w Afryce jego amplituda przekracza 30°).